# 소울다이브
소울 다이브(Soul Dive)는 대한민국의 3인조 힙합 그룹이다. I.F.에서 활동하고 있던 넋업샨이 I.F.를 나와 솔로 음반을 기획하던 중, 지토와 디테오가 2008년 12월, 브라운 후드를 해체하고 나와 같이 그룹을 결성하였다. DJ 스킵의 도움으로 제이투 엔터테인먼트에 둥지를 틀고 음반을 준비하기 시작하였다. 2009년 9월 15일에는 홈페이지가 열렸으며, 9월 16일에 첫 정규 음반인 Mad Scientist & Sweet Monsters를 발매하며 정식으로 데뷔하였다. 힙합플레이야가 발표하는 2009년 9월의 이 달의 아티스트로 선정되었으며, 9월 21일부터는 전시회도 개최하였다. 2010년 3월 17일에는 힙합플레이야 10주년 기념공연에 최종 라인업에 포함되었다. KCM과 함께 한 인기드라마 “제빵왕 김탁구”의 OST “죽도록 사랑해”, 그리고 2009-2010 국제영화제와 월드DJ페스티발의 환상적인 공연으로 대중의 주목을 받았다. 또한 디지털 싱글 “L.I.E”에서 함께 작업한 일본 시부야케이의 거장 FPM의 극찬으로 한국 뿐만 아니라 일본에까지 이들의 실력이 알려졌다. NC 다이노스의 공식 응원가 중 일부곡을 제작하기도 하였다.

## 구성원
| 이름   | 소개 |
| ------ | --- |
| 넋업샨 | - 본명 : 배한준 - 생년월일 : 1979년 9월 20일(45세) - 출생지 : 대한민국 서울특별시 - 학력 : 한국국제대학교 경영학과 - 포지션 : 래퍼 - 활동기간 : 2009년 ~ 2020년 |
| 디테오 | - 본명 : 이성수 - 생년월일 : 1981년 6월 23일(44세) - 출생지 : 대한민국 서울특별시 - 학력 : 가톨릭대학교 경제학과 - 포지션 : 래퍼 - 활동기간 : 2009년 ~ 2020년   |
| 지토   | - 본명 : 이한노 - 생년월일 : 1981년 10월 28일(43세) - 출생지 : 대한민국 서울특별시 - 학력 : 중앙대학교 연극학과 - 포지션 : 래퍼 - 활동기간 : 2009년 ~ 2020년    |

## 디스코그래피
- 2009년 9월 16일 정규 앨범 《Mad Scientist & Sweet Monsters》
- 2010년 5월 31일 싱글 앨범 《L.I.E》
- 2011년 3월 23일 디지털 싱글 《점점더》
- 2011년 4월 12일 미니 앨범 《Bad Habits》
- 2011년 7월 18일 싱글 앨범 《XXX》
- 2012년 1월 11일 싱글 앨범 《AOAOA》
- 2012년 9월 17일 싱글 앨범 《매일 그대와》
- 2012년 10월 26일 싱글 앨범 《눈물이 말랐대》
- 2012년 12월 13일 싱글 앨범 《칵테일 파티 이펙트》
- 2013년 3월 13일 싱글 앨범 《넌 나의 노래》
- 2013년 8월 30일 싱글 앨범 《젊은 이 밤》
- 2014년 12월 2일 미니 앨범 《SIN》

## 쇼미더머니 2
소울다이브는 2013년 Mnet에서 방영한 쇼미더머니 2에 참가하여, 5차례 경연 결과 최종 우승을 차지하였다. 방송이 나간 직후 소울다이브는 공식트위터를 통하여 “쇼미더머니2 우승 많은분들이 축하해주셔서 너무나 감사합니다. 일일이 나열은 못하지만 쇼미더머니2를 함께한 출연진, 제작진, 그리고 저희무대 도와준 모든 아티스트분들 모두 수고많으셨습니다. 앞으로 더 멋진 무대 보여드리겠습니다. 공연장에서 봬요!”라며 감사의 인사를 전했다.